# Barisal (distrito)
Barisal (বরিশাল, em bengali) é o distrito sede da divisão de Barisal, ao sul do Bangladexe. A principal cidade é Barisal.

## Geografia
O distrito possui uma área total de 2790,51 km². Limita-se ao norte com os distritos de Madaripur, Shariatpur, Handpur e Lakshmipur; ao sul, com Patuakhali, Barguna e Jhalokati; à leste com os distritos de Bhola e Lakshmipur; e à oeste com Jhalokati, Pirojpur e Gopalganj.
Importantes rios do distrito incluem o Meghna Inferior, Arial Khan, Katcha, Kirtankhola e Tentulia.